# 8K

Scale di risoluzione delle odierne TV: SDTV, HDTV e UHDTV

La televisione a ultra alta definizione (in inglese ultra high definition television), UHDTV o Ultra HDTV è la televisione con video di qualità 
nettamente superiore a quella della televisione in alta definizione (HDTV).
L'UHDTV-1 e l'UHDTV-2 sono i due tipi di formato video impiegati nella televisione a ultra alta definizione.
L'UHDTV-1 adopera come risoluzione il 4K (2160p o UHD-1), mentre l'UHDTV-2 l'8K (4320p o UHD-2).
Vi sono altre risoluzioni video a ultra alta definizione come il 5K (2880p) e il 6K (3240p) che non vengono utilizzate in ambito televisivo.
L'UHDTV-2 è stata per la prima volta proposta dalla rete televisiva giapponese NHK, che l'ha sviluppata insieme a BBC, Rai, ORF, SRG SSR, ARD e ZDF.

## Caratteristiche tecniche
La raccomandazione ITU-R BT.2020 (conosciuta comunemente con Rec. 2020) definisce le caratteristiche tecniche della TV a ultra alta definizione.
Uno schermo di 30 pollici UHDTV 8K ha una densità 300 ppi.
Un film in UHDTV prevede il rapporto d'aspetto 16:9 utilizzato anche per l'HDTV (Full HD), ma mentre quest'ultima ha una risoluzione massima di 1920×1080 pixel, la UHDTV 4K arriva a 3840×2160 pixel (per un totale di circa 8,3 megapixel) e la UHDTV 8K a 7680×4320 pixel (circa 33,2 megapixel).
Di conseguenza, un singolo fotogramma UHDTV 4K contiene in altezza e larghezza quattro volte il numero di pixel di un fotogramma Full HD, un fotogramma UHDTV 8K sedici volte.
Per apprezzare la risoluzione dell'UHDTV 4K, considerando che l'occhio umano ha una risoluzione dell'ordine di 1' d'arco (1/60 di grado), si giunge con pochi calcoli alla conclusione che la distanza di visione deve essere al massimo 2,3 volte la diagonale in pollici dell'immagine. Al di sopra di tale distanza è difficile apprezzare la differenza rispetto al semplice HD 1080i/p. Per apprezzare l'UHD 8K rispetto all'UHD 4K, le dimensioni devono essere raddoppiate.

## Bit rate e compressione
Un segnale UHDTV 8K non compresso necessita di un bit rate pari a 47,7 Gbit/s, che sale a 95,5 Gbit/s trasmettendo a 120 fps.

## Storia e sviluppi
In occasione dell'Expo 2005, tenutosi nel settembre 2005, i ricercatori NHK mostrarono un prototipo di UHDTV 8K costituito da un vettore di 16 registratori HDTV con i quali era stato ripreso un unico filmato di 18 minuti a 60 fotogrammi al secondo e ben 22.2 canali audio. A parte la risoluzione quindi, a differenziare l'UHDTV 8K dall'attuale HDTV concorrono anche il framerate raddoppiato e l'audio che passa da 5.1 canali (o 7.1 in alcuni casi) a 22.2. La telecamera era costituita da 4 CCD da 2,5 in (64 mm), ciascuno di risoluzione pari a 3840 × 2048. Ogni sensore registrava quindi un quarto dell'intera scena e, successivamente in laboratorio, è stato possibile ri-combinare le informazioni registrate attraverso ciascun sensore per ottenere un unico segnale a piena risoluzione UHDTV 8K; in settembre NHK effettuò la trasmissione di un filmato in Super Hi-Vision su una distanza di 260 km per mezzo di una rete in fibra ottica. Utilizzando un collegamento DWDM (Dense Wavelength Division Multiplexing) riuscirono a raggiungere 24 Gbps di velocità con un totale di 16 diverse lunghezze d'onda dei segnali.
Il 31 dicembre 2006, NHK presentò un prototipo di uno schermo Super Hi-Vision alla loro annuale Kōhaku Uta Gassen over IP da Tokyo a 450 pollici (11,4 metri) di diagonale. Il video era compresso da 24 Gbps a 180-600 Mbps ed utilizzava un codec sviluppato dalla NHK, mentre l'audio era compresso da 28 Mbps a 7,28 Mbit/s. Senza compressione, 20 minuti di trasmissione avrebbero richiesto circa 3,5 TB di dati.
Nel 2012 furono sperimentate delle trasmissioni alle Olimpiadi di quell'anno e al Festival di Cannes con il corto Beauties À La Carte; in febbraio NHK annunciò la realizzazione del primo sensore CMOS per le videocamere, in grado di registrare nativamente in formato UHDTV 8K. Si trattava di un sensore da 26,5 mm × 21,2 mm con una risoluzione pari a 33 Mpx (7680 × 4320 pixel), e in grado di riprendere a 120 fps, Un sensore simile era già stato presentato in precedenza ma era limitato a 60 fps; la Sharp presentò al Consumer Electronics Show (CES) di Las Vegas il primo prototipo di televisore 8K da 85 pollici e, anch'esso, da 33 milioni di pixel. Una delle prime telecamere cinematografiche 8K sviluppate fu la Canon Cinema EOS System S35MM 8K.
NHK propose di chiamare questo sistema Super Hi-Vision (SHV) all'inizio del 2013, la quale dichiarò anche di non voler lavorare più a ulteriori sviluppi di standard per immagini e video in 2D, affermando che, per i parametri della percezione visiva umana, non avrebbe senso andare oltre e che preferisce concentrarsi sullo sviluppo di tecnologie 3D.
In una dimostrazione pubblica nel maggio 2013, presso la NHK Science & Technology Research Laboratories a Setagaya, Tokyo, fu mostrato un video UHDTV 8K compresso con un codec HEVC (H.265) con bitrate di 85 Mbit/s, quindi raggiungendo un rapporto di compressione di poco inferiore a 350:1
Nel 2015 Red Digital Cinema Camera Company annunciò la cinepresa Red Weapon 8K VV; il 30 ottobre dello stesso anno la Sharp presentò il primo televisore commerciale a 8K, prodotto nel taglio da 85 pollici, resa disponibile in Giappone ad un prezzo di poco inferiore a 118.000 euro.
Il 6 gennaio, 2016, il regista James Gunn rivelò che il film in uscita nel 2017 Guardiani della Galassia Vol. 2 sarebbe stato il primo film ad essere girato in 8K usando una cinepresa Red Weapon 8K VV. Villain fu il primo film indipendente ad essere girato completamente in 8K.
La seconda stagione della Serie TV Stranger Things mandata in onda il 27 ottobre 2017 fu registrata in 8K. In Giappone, Corea del Sud e Brasile si effettuarono i primi test di trasmissioni 8K attraverso il digitale terrestre.
Il 1º dicembre 2018 la NHK inaugurò BS8K, il primo canale dedicato a regolari trasmissioni in 8K, disponibile solo via satellite in quanto allora unica tecnologia in grado di trasmettere i circa 100 Mbit/s richiesti dal segnale. La sua ricezione richiede l'uso di antenne e ricevitori specificamente progettati. Per collegare il ricevitore al televisore sono necessari un cavo HDMI 2.1 o 4 cavi HDMI 2.0. Il canale esordì trasmettendo per 12 ore al giorno e il primo film fu 2001: Odissea nello spazio, che per l'occasione la Warner Bros. scansionò a 8K a partire dai negativi originali. La prima trasmissione in diretta avvenne il giorno successivo (2 dicembre): le immagini furono trasmesse in HEVC e in Hybrid Log-Gamma a 60 fps dalla Città del Vaticano utilizzando un satellite Eutelsat.
NHK riprese e trasmise in 8K le Olimpiadi del 2020.
L'UHDTV 8K è impiegata a pieno regime in Giappone a partire dal 2020. In Italia non vi sono ancora canali che trasmettono in 8K.
YouTube e piattaforme di streaming analoghe supportano pienamente risoluzioni a ultra alta definizione come il 4K e l'8K.